# Beti Jurković
Elizabeta Beti Jurković (Opatija, 6. oktobar 1936) hrvatska je pjevačica.
Počela je pjevati za vrijeme studija u Ljubljani (Rdeča Žoga), već 1954), gdje je upoznala Bojana Adamiča. Osvojila je brojne nagrade na festivalima slovenačke popevke. Na prvim opatijskim festivalima pjeva slovenačke pjesme, ali i Kuntarićeve: „U sjeni palme“ (1958) i „Autobus Kalipso“, (s Ivom Robićem 1959).
Od 1960. živi u Zagrebu i nastupa na zagrebačkim festivalima, već 1960. postiže uspjeh s Kuntarićevom „Ninom“, 1962. pjeva „Oglas“,  Alfonsa Kabilja i Arsena Dedića, a od 1965. nastupa i kao kantautor – „Ljuljačka“.
Beti Jurković je snimala za Polidor i obećavala veliku karijeru, ali se rano povukla.
Na Jugotonovim pločama veliki hitovi su bili „Kazačok“ i „Jedna gitara bezbroj divnih snova“ (1969) s kojima je postigla više od stotinu hiljada prodanih ploča.
1970-tih godina češće nastupa na festivalu Melodije Istre i Kvarnera, uglavnom sa svojim kompozicijama na stihove Draga Gervaisa (najveći uspjeh postiže „Barke faren“ 1974).

## Festivali
- Vozi me vlak, '58
- Spomin / Prišla je pomlad, treća nagrada publike, '59
- Autobus Calypso (duet sa Markom Novoselom), druga nagrada publike i treća nagrada stručnog žirija, '59
- Tivoli / Veselo na pot, '60
- Želje / Slutnja, '61
- Kao ti, '62
- Ostani, '64
- Drevesa, drevesa (alternacija sa Eldom Viler) / Stolpne ure (alternacija s Ladom Leskovarom), nagrada stručnog žirija, '65

Split:
- Kaštelanske balature (duet sa Đorđem Marjanovićem), druga nagrada stručnog žirija i druga nagrada publike / More zlato / Peškarija (duet sa Terezom Kesovijom), '65
- Gradovi pokraj mora (duet sa Maruškom Šinković), '66
- Bit će kasno / Nevera, druga nagrada publike, '67
- Moja obala, '68

Zagreb:
- Nina (alternacija sa Vice Vukovim), '60
- Ružan san / U smijehu i pjesmi, '60
- Ljubav prašta sve (duet sa Đorđem Marjanovićem), '61
- Šumite jablani (alternacija sa Ivom Robićem), '61
- Tko bi vjerovao (alternacija sa Ivicom Šerfezijem), '61
- Priča o gradu, '62
- Moj Zagreb / Jesenji dažd (alternacija sa Arsenom Dedićem), treća nagrada publike, '63
- Pusta noć / Pravila igre, '64
- Ljuljačka (alternacija sa Zdenkom Vučković), '65
- Svemu dođe kraj, nagrada stučnog žirija Srebrna ptica i Prelazni pokal, '67
- Kad si ti uz mene, '68
- Ljubav stvara čuda (sa Belim vranama), '69
- Prije ili kasnije, '71
- Potraži me večeras, '74
- Pričaj mi priču (Veče šansona), '76
- Optimist, '83

Slovenska popevka:
- Mandolina, prva nagrada publike, '62
- Enkrat še, druga nagrada publike / Malokdaj se srećava , prva nagrada publilke, '63
- Poletna noč, prva nagrada publike, '64
- Nisi kriv, '65

Elida favorit festival, Saponijin festival:
- Aj, moj crni moro / Trk vranih konja u noć, '63

Melodije Istre i Kvarnera:
- Pod lindarom, treća nagrada publike, nagrada Radio Pule za najbolje korištenje melosa i nagrada Plavog vijesnika Zlatni sat za najduži aplauz, '70
- Gradiću moj lepi, '70
- Mamina starina, '72
- Dve susede, nagrada za najveseliju pesmu i nagrada za najbolji aranžman, '73
- E da im je sidro molat bilo, nagrada Radio Pule za najbolje korišten Istarski melos, '74
- Barke Faren, nagrada za najbolju interpretaciju i nagrada Zlatni sat za najduži aplauz, '74
- Pokojna Žvanka, '75
- Rakijnica, '76
- Bulin, prva nagrada publike i pobednička pesma, '77
- Oj, matero brimenjačo, '77
- Da bi me tuka milijun, '78
- Lajavica, druga nagrada publike, '79
- Ča se tu more (duet sa Aldom Galleazzijem), druga nagrada publike, '80
- Moja mat, treća nagrada  publike, '81
- Svati, prva nagrada publike i pobednička pesma, '82
- Zad frižidera, '83

Slavonija, Slavonska Požega.
- Nadmetanje (duet sa Džimijem Stanićem), '72

## Spoljašnje veze
- Barikada - World Of Music - ex YU singles
- Beti Jurković - Hronologija (20 izvornih snimaka), Croatia Records, 2002.
- Članak - Časopis Vijenac, 2004. Архивирано на веб-сајту  (3. мај 2020)